# Phyllastrephus fischeri
El bulbul de Fischer (Phyllastrephus fischeri) es una especie de ave paseriforme de la familia Pycnonotidae propia de África oriental. Se encuentra en los siguientes países: Kenia, Mozambique, Somalia y Tanzania.
Sus hábitats naturales son las sabanas, los bosques tropicales húmedos y las zonas de matorral tropical.